# Brzoza Wąskotorowa
Brzoza Wąskotorowa – stacja kolejowa zlikwidowanej w 1986 roku linii Krotoszyńskiej Kolei Dojazdowej relacji Krotoszyn Wąskotorowy - Dobrzyca - Pleszew Wąskotorowy - Pleszew Miasto - Broniszewice. Przystanek został wybudowany w 1900 roku. Znajdowała się we wsi Brzoza, w gminie Krotoszyn, w powiecie krotoszyńskim, w województwie wielkopolskim.